# 少鰭平鮋
少鰭平鮋（学名：Sebastes minor）為輻鰭魚綱鮋形目鮋亞目平鮋科的其中一種，為溫帶海水魚，分布於西北太平洋薩哈林島、千島群島、日本北海道海域，棲息深度3-100公尺，體長可達20公分，棲息在底層水域，卵胎生，生活習性不明。
其种加词“minor”意为“较小的”。